# Вулиця Лермонтова (Тбілісі)
Вулиця Лермонтова (груз. ლერმონტოვის ქუჩა) — вулиця в Тбілісі в історичному районі Сололакі, проходить від вулиці Абесадзе до вулиці Мачабелі. Продовженням вулиці є вулиця Лорткіпанідзе (колишня Нагорна).
Рекомендований туристичний маршрут по старому місту.

## Історія
Вулиця намічена в проєктуванні в 1840-ті роках з назвою Сололацька вулиця, адже раніше територію біля підніжжя гори Мтацмінда займали Сололацькі сади. Забудова території проходила відповідно до затверджених міською владою планами, що визначили прямокутне вуличне членування.
У XIX столітті вулиця називалася Нагорна
Імовірно, в буд. 2 на вулиці бував М. Ю. Лермонтов під час своєї служби на Кавказі (Нижньогородський драгунський полк). У 1900 році вулиця була названа на честь Михайла Лермонтова.
На вулиці розташовувалася (сучасна адреса — буд. 8) 3-тя Тифліська чоловіча гімназія. Почесним піклувальником гімназії був Іван Григорович Тамамшев.

## Пам'ятки

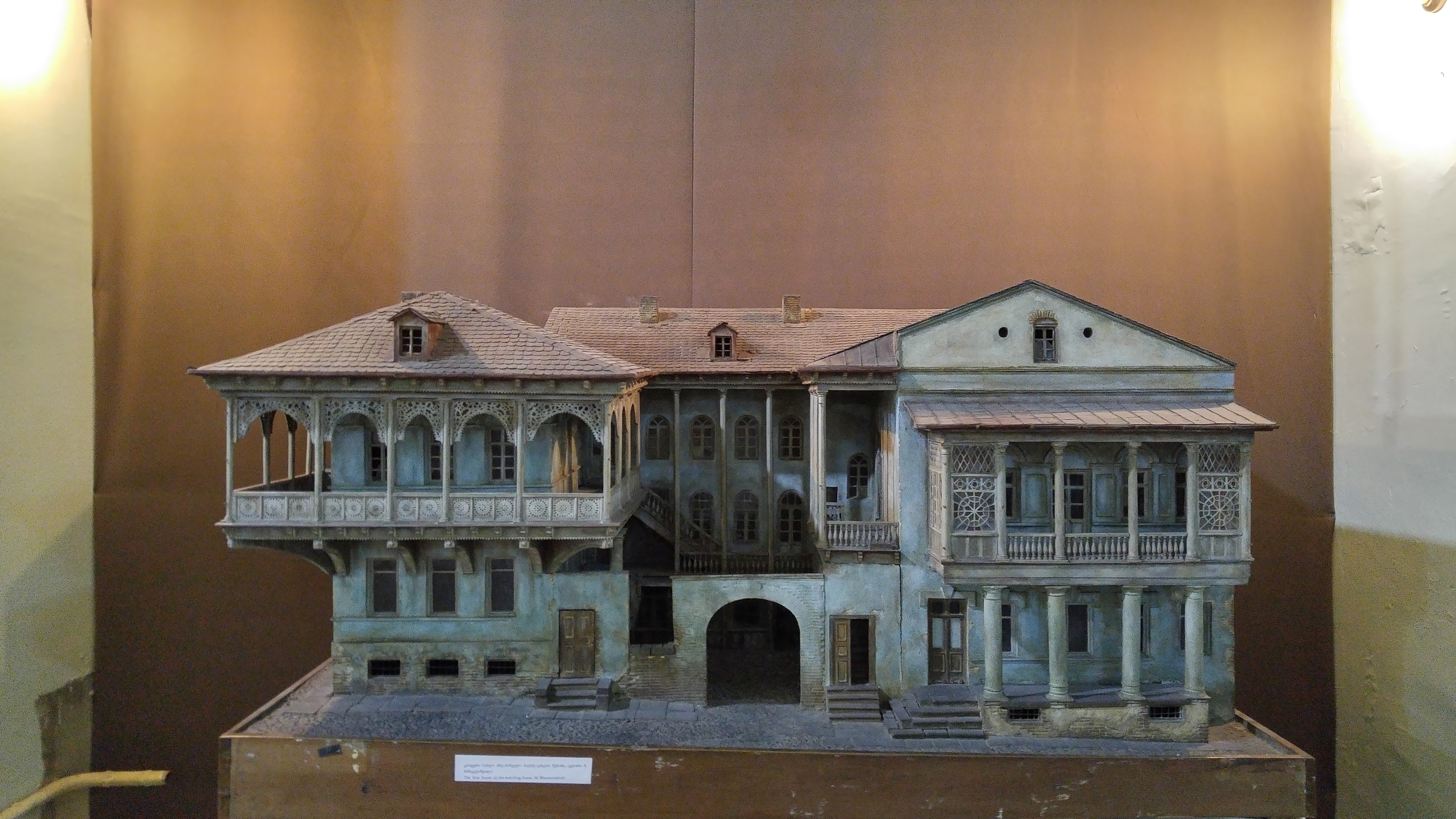
«Лермонтовський будинок». Макет. Музей історії Тбілісі

«Лермонтовський будинок» (площа Гудіашвілі)
Скульптура «Закохані під парасолькою»

## Відомі жителі
буд. 22 — відомий меценат Ісай Пітоєв
буд. 23/12 — Звіад Гамсахурдіа